# Миљковић
Миљковић је српско презиме које је изведено од личног мушког имена Миљко. Познати носиоци овог презимена су:
- Бранко Миљковић (1934-1961) српски песник
- Тони Монтано (1962-2024), српски рок музичар
- Иван Миљковић (1979), одбојкаш, освајач златне олимпијске медаље
- Вики Миљковић (1974), српска певачица

Презиме се помиње у дечанској христовуљи из 13. века.